# Mnichovice (železniční zastávka)
Mnichovice jsou železniční zastávka v jihozápadní části města Mnichovice v okrese Praha-východ ve Středočeském kraji nedaleko říčky Mnichovky. Leží na elektrizované trati Praha – České Budějovice (3 kV ss).

## Historie
Železniční zastávku vybudovala soukromá společnost Dráha císaře Františka Josefa (KFJB) na trase nově budovaného spojení Vídně s Prahou, první vlak tudy projel při zprovoznění úseku z Čerčan do Prahy 14. prosince 1871. Drážní budova zde vznikla dle typizovaného stavebního vzoru. Po zestátnění KFJB v roce 1884 pak obsluhovala zastávku jedna společnost, Císařsko-královské státní dráhy (kkStB), po roce 1918 pak správu přebraly Československé státní dráhy.
V 70. letech 20. století byla trať procházející zastávkou elektrizována.

## Popis
Zastávkou prochází Čtvrtý železniční koridor, vede tudy dvoukolejná trať. Po roce 2007 byla zastávka upravena dle parametrů na koridorové zastávky: byla zvýšena průjezdová rychlost zastávkou na 90 km/h, vznikla dvě bezbariérová vyvýšená nástupiště s podchodem.